# Lac d'Ullum
Le lac d'Ullum est un lac de barrage d'Argentine formé par le barrage de la Quebrada de Ullum sur le río San Juan. Il est situé dans la province de San Juan. 

## Situation
Il est situé à quelques kilomètres à l'ouest de la ville de San Juan, peu après la sortie de la rivière de la région de la cordillère des Andes.

## Description
- Son niveau peut fluctuer de 3 mètres.
- Sa superficie est de 32 000 000 de m² soit 32 kilomètres carrés (plus grand que le lac d'Annecy ou que celui de Serre-Ponçon en France).
- Sa profondeur moyenne est de 15 mètres.
- Sa profondeur maximale est de 40 mètres.
- Le volume d'eau contenu est de 440 millions de m³.
- La longueur de ses rives est de 32 kilomètres.
- L'étendue de son bassin est de 26 000 km²
- Son émissaire, le río San Juan a un débit de plus ou moins 50 mètres cubes par seconde à la sortie du lac, c’est-à-dire au niveau du barrage.

## Barrage de la Quebrada de Ullum
Au niveau du barrage, l'eau du réservoir alimente une centrale hydroélectrique d'une capacité installée de 41 MW.
Il fut inauguré le 3 décembre 1980. La région de la retenue est aride, avec une moyenne annuelle de précipitations de seulement 85 millimètres ; elle est traversée par les ríos San Juan et Jáchal. Le barrage est utilisé pour réguler le débit pour l'irrigation de 800 km2 du Valle del Tulum, l'agriculture étant la base de l'économie régionale. Son utilité est aussi largement touristique et récréatif.

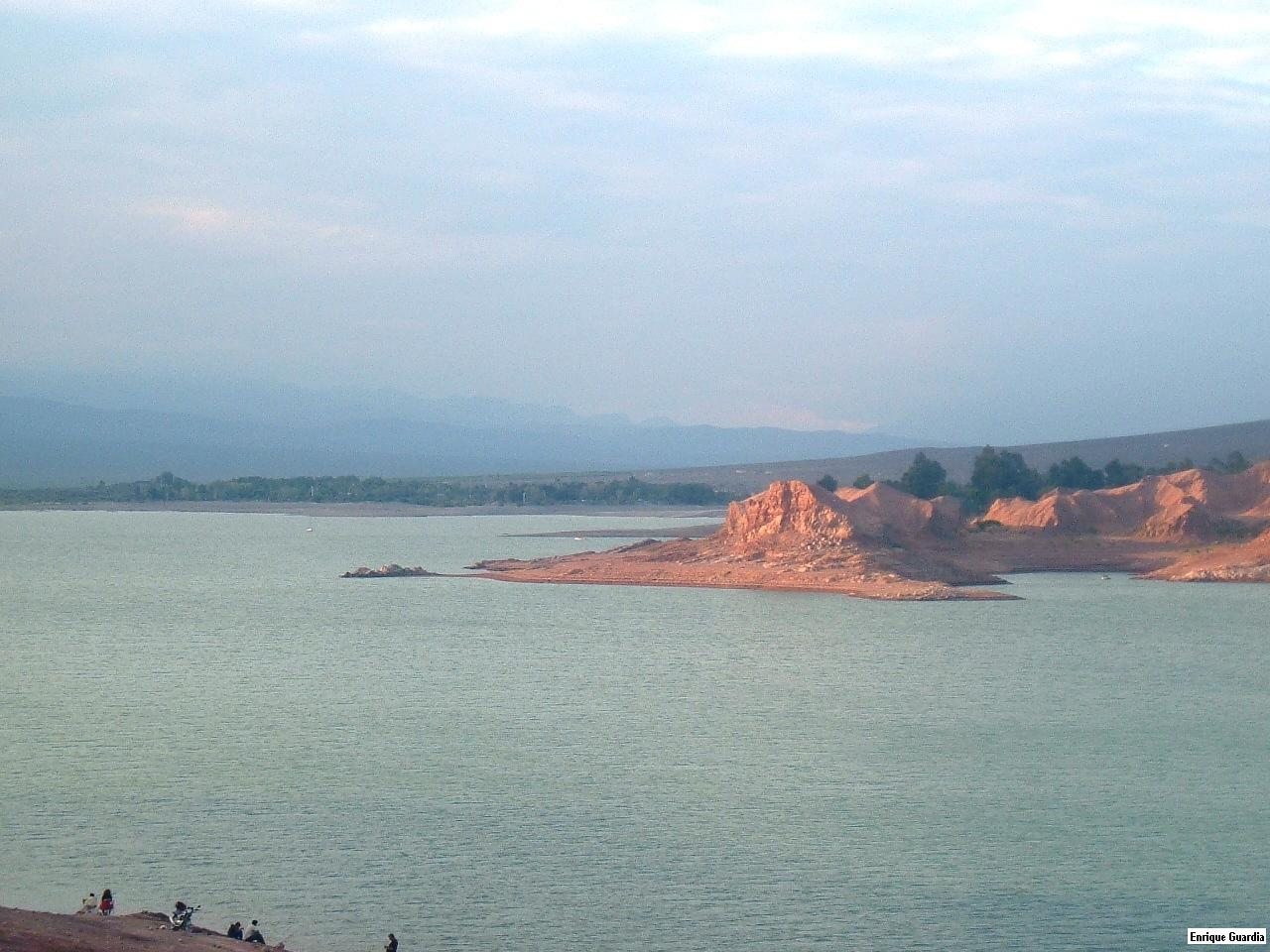
Vue du lac prise depuis le barrage

## Tourisme
Le lac est l'un des lieux de détente et de repos privilégiés de la province, surtout pour les habitants de la ville de San Juan toute proche. Nombreuses possibilités de sports nautiques dans un cadre superbe. 